# البيت الراقص
بيت الرقص (بالتشيكيه: Tančící dům) أو فريد وجينجر ، هذا الاسم المستعار لمبنى هولندا الوطنية في سد جسر رشين) في براغ، جمهورية التشيك. شارك المهندس المعماري بتصميمه الكرواتي التشيكي فلادو ميلونيتش بالتعاون مع المهندس المعماري الكندي الأمريكي فرانك جيري على قطعة أرض شاغرة على ضفاف النهر. تم تصميم المبنى في عام 1992 وتم الانتهاء منه بعد أربع سنوات في عام 1996.
كان التصميم الغير تقليدي مثيرًا للجدل في ذلك الوقت لأن المنزل كان يبرز بين المباني الباروكية والقوطية والفن الحديث التي كان براغ يشتهر بها. كان الرئيس التشيكي حينذاك، فاتسلاف هافيل، الذي عاش لعقود من الزمن بجوار الموقع، قد دعم بشغف هذا المشروع، على أمل أن يصبح ذالك المبنى مركزًا للنشاط الثقافي.
لقد قام جيري في الأصل بإطلاق اسم فريد وجينجر على ذالك المنزل (على اسم الراقصين فريد أستير وجينجر روجرز - لأن المنزل كان يشبه زوجًا من الراقصين)  ولكن نادرًا ما كان يستخدم هذا اللقب الآن. وكان جيري بنفسه في وقت لاحق «يخشى أن يكون استيراد هوليوود الأمريكية الفن الهابط إلى براغ»،  وبالتالي يتخلصون من فكرته الخاصة.

## الأصل

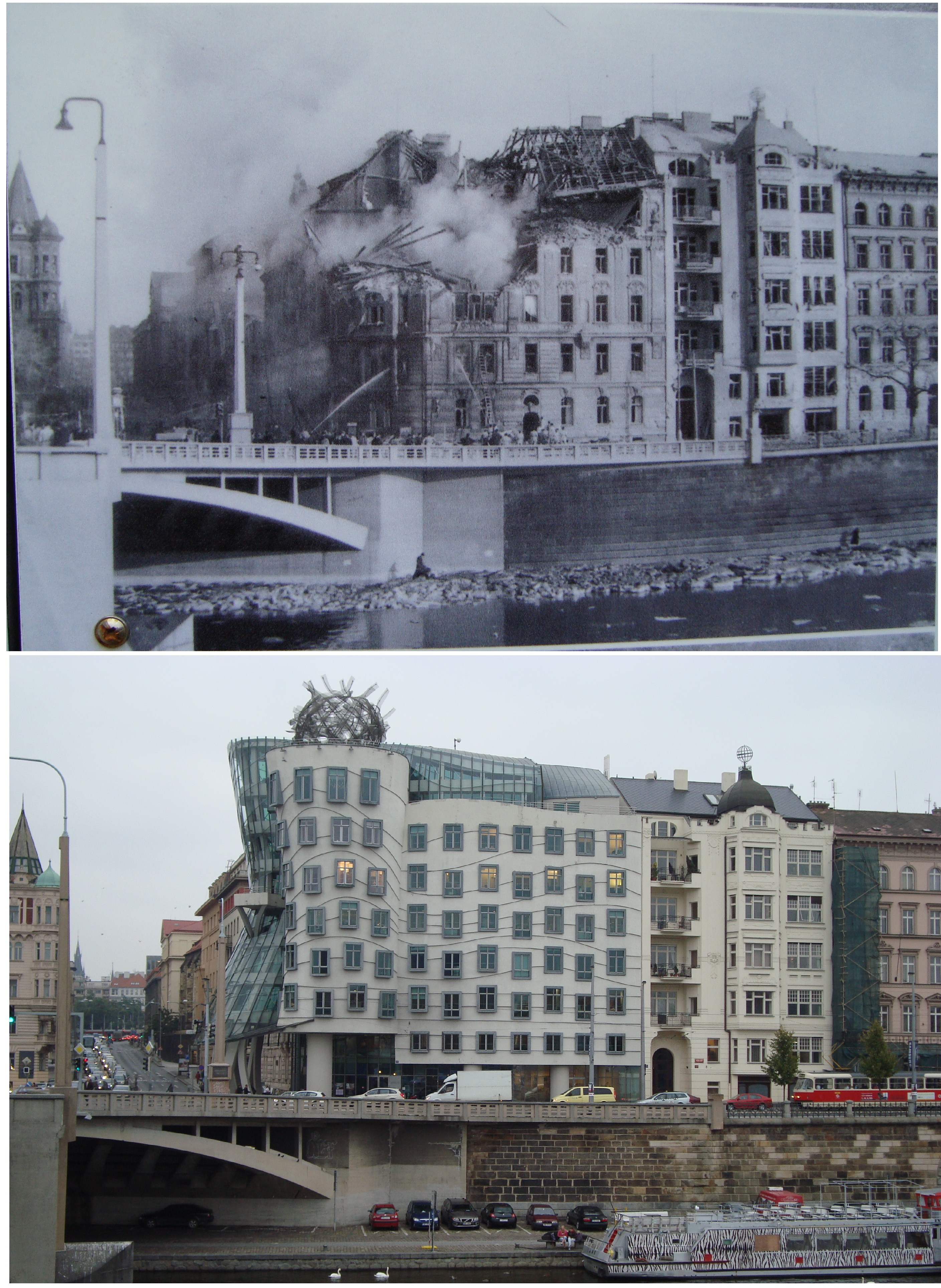
مقارنة بين موقع Dancing House في عامي 1945 و 2010

يقع البيت الراقص على ملكية ذات أهمية تاريخية كبيرة. فقد كان موقعها هو موقع منزل دمره القصف الأمريكي لبراغ عام 1945. كانت قطعة الأرض والهيكل متداولتين حتى عام 1960 عندما تم التطهير للمنطقة. كانت الأرض المجاورة لها مملوكة بشكل مشترك من قِبل عائلة فاتسلاف هافل الذي قضى معظم حياته هناك. في وقت مبكر من عام 1986 (خلال الحقبة الشيوعية)، تصور فلادو ميلونيتش، الذي كان حينذاك مهندسًا معماريًا محترمًا في البيئة التشيكوسلوفاكية، فكّر في مشروع للمكان وناقشها مع جاره، المنشق غير المعروف آنذاك فاكلاف هافيل. بعد بضع سنوات، خلال الثورة المخملية ، أصبح هافيل قائداً شعبيًا واصبح لاحقًا رئيسًا لتشيكوسلوفاكيا. بفضل سلطته إزدهرت فكرة تطوير الموقع.  قرر هافيل في النهاية أن يقوم ميلونيتش بمسح الموقع، على أمل أنه سيصبح مركزًا ثقافيًا، على الرغم من أن هذه لم تكن هي النتيجة.
لقد قامت الشركة للتأمين الهولنديه-ناشينال نيدرلاندين بالموافقة (من 1991 حتى 2016 أنج بنك) على رعاية بناء منزل في الموقع. اختار «السوبر بانك» ميلونيتش كمصمم رئيسي وطلب منه أن يشترك مع مهندس معماري آخر شهرته عالميه للتعامل مع هذه العملية. قام المهندس المعماري الفرنسي جان نوفيل برفض الفكرة بسبب أن المساحة كانت صغيرة، لكن المهندس المعماري الكندي الأمريكي فرانك جيري قبل الدعوة. نظرًا للحالة المالية الممتازة للبنك في ذلك الوقت، فقد تمكن من تقديم تمويل غير محدود تقريبًا للمشروع. منذ أول اجتماع لهم في عام 1992 في جنيف، بدأ جيري وميلونيتش في تطوير الفكرة لميلونيتش الأصلية عن مبنى يتكون من جزأين، ثابت وديناميكي («يين ويانغ»)، فقد كانا يرمزان إلى انتقال تشيكوسلوفاكيا من نظام شيوعي إلى ديمقراطية برلمانية.

## بناء

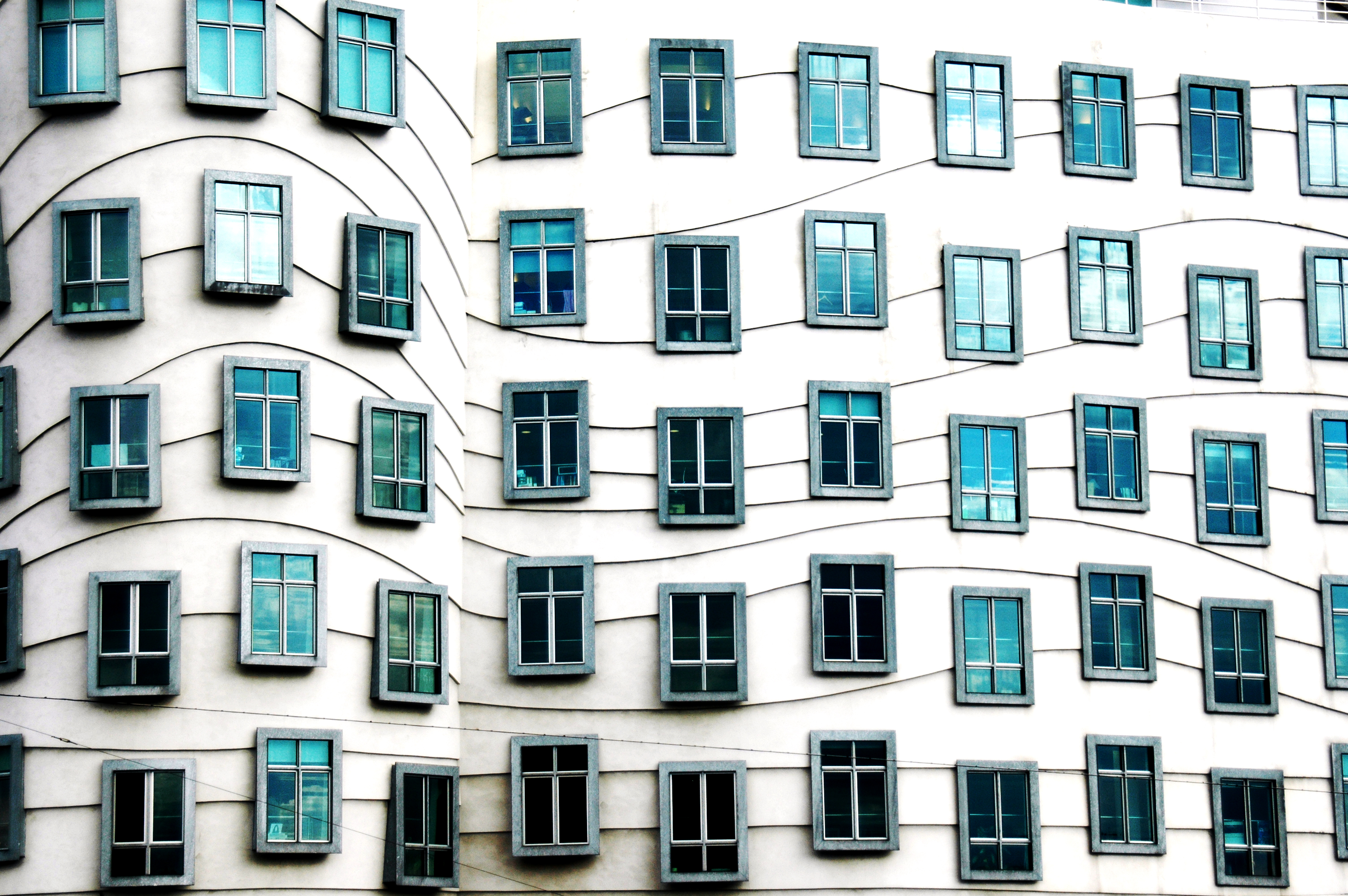
نوافذ البيت الراقص

كان طراز الهندسة المعماريه يعرف باسم التفكيك («الباروك الجديد» للمصممين) نظرًا لشكلها الغير عادي. الشكل «الراقص» مدعوم بـ 99 لوحة خرسانية، كل واحده منها لها شكل وأبعاد مختلفة. حيث يوجد في الجزء العلوي من المبنى هيكل كبير ملتوي من المعدن يُطلق عليه اسم ماري.
في منتصف من المباني المربع من القرن الثامن عشر والتاسع عشر، فقد كان يتكون البيت الراقص من جزأين رئيسيين. الأول كان عبارة عن برج زجاجي يضيق بنصف ارتفاعه وتدعمه أعمدة منحنية.اما الثاني فقد كان متوازي مع النهر ويتميز بقوالب متموجة ونوافذ غير محاذية.
المشهورين الراقصين الذين تم تمثيلهم لفريد أستير وجينجر روجرز في الهيكل. يستخدم البرج الصخري لتمثيل فريد. هذا البرج يحتوي أيضا على رأس معدني. برج من الزجاج مصنوع يستخدم لتمثيل الزنجبيل.
كان هذا التصميم بشكل أساسي مدفوعاً بإعتبارات جمالية: من شأنها أن توضح النوافذ المتوافقه أن يتكون المبنى من طابقين آخرين، على الرغم من أنه بنفس ارتفاع المبنيين المجاورين في القرن التاسع عشر. تحتوي النوافذ على إطارات بارزة، مثل إطارات اللوحات، حيث أن قصدالمصمم أن يكون لها تأثير ثلاثي الأبعاد. تعمل القوالب المتعرجة أيضا على الواجهة على تقليل التباين مع المباني المحيطه وإرباك المنظور.

## الداخلية
المهندس المعماري البريطاني قام بتصميم التشيكيه معظم الأجزاء الداخلية. ارتفاع المبنى يبلغ 9 طوابق ويتكون تحت الأرض من طابقين. كل طابق يختلف بسبب تصميمه الشكل غير المتماثل للمبنى، مما يتسبب أن تكون الغرف بالداخل غير متماثلة أيضًا. بالمبنى المناطق التجارية في الردهة والطابق الأول. تستخدم الستة طوابق أعلاه بشكل أساسي كمساحات مكتبية. الطابق التاسع يضم مطعم. نظراً للمبنى فإنه يمتلك شكلًا نحيفًا، وينقسم المبنى إلى جزأين عموديًا، فإن مساحة المكتب محدودة. لتحقيق إستفادة أقصى من المساحة، استخدم المهندس المعماري التشيكيه العناصر الشائعة للتصميم في السفن ودمج ممرات صغيرة في داخل المبنى. المساحة الداخلية الإجماليه للمبنى 3796 متر مربع.
في سنة 2016، على مدار الخمسة أشهر، تم التجديد لطابقين من المبنى ليصبح فندقًا من 21 غرفة من قبل فخم ترف أجنحة سرو يحتوي الفندق أيضًا على شقق متوفرة في كل برج يحمل اسم فريد وجينجر. يعمل مطعم زنجبيل وفريد الآن في الطابق السابع. يوجد بار زجاجي الآن في الطابق الثامن. يوجد أيضًا معرض فني الآن في المبنى.

## الجوائز
الشكل العام النهائي للمبنى يظهر الآن على عملة ذهبية من فئة 2000 كرونا تشيكية صادرة عن البنك الوطني التشيكي. تكمل العملة سلسلة تسمى «عشرة قرون من العمارة». البيت الراقص فازبمسابقة تصميم مجلة تايم في عام 1997. كما تم تسمية البيت الراقص كأحد أهم 5 مباني في التسعينيات من قبل مجلة الألمانيه.

## نقد
يُطلق على البيت الراقص اسم غير مناسب في مدينة براغ الكلاسيكية. النقاد إعتبرو الأسلوب والشكل وعدم التناسق الثقيل والمادة في غير محلها.

## روابط خارجية
- الموقع الرسمي
- بيت الرقص في براغ لفرانك جيري
- مقال في راديو براغ مع فلادو ميلونيك